# Manuel Panselinos

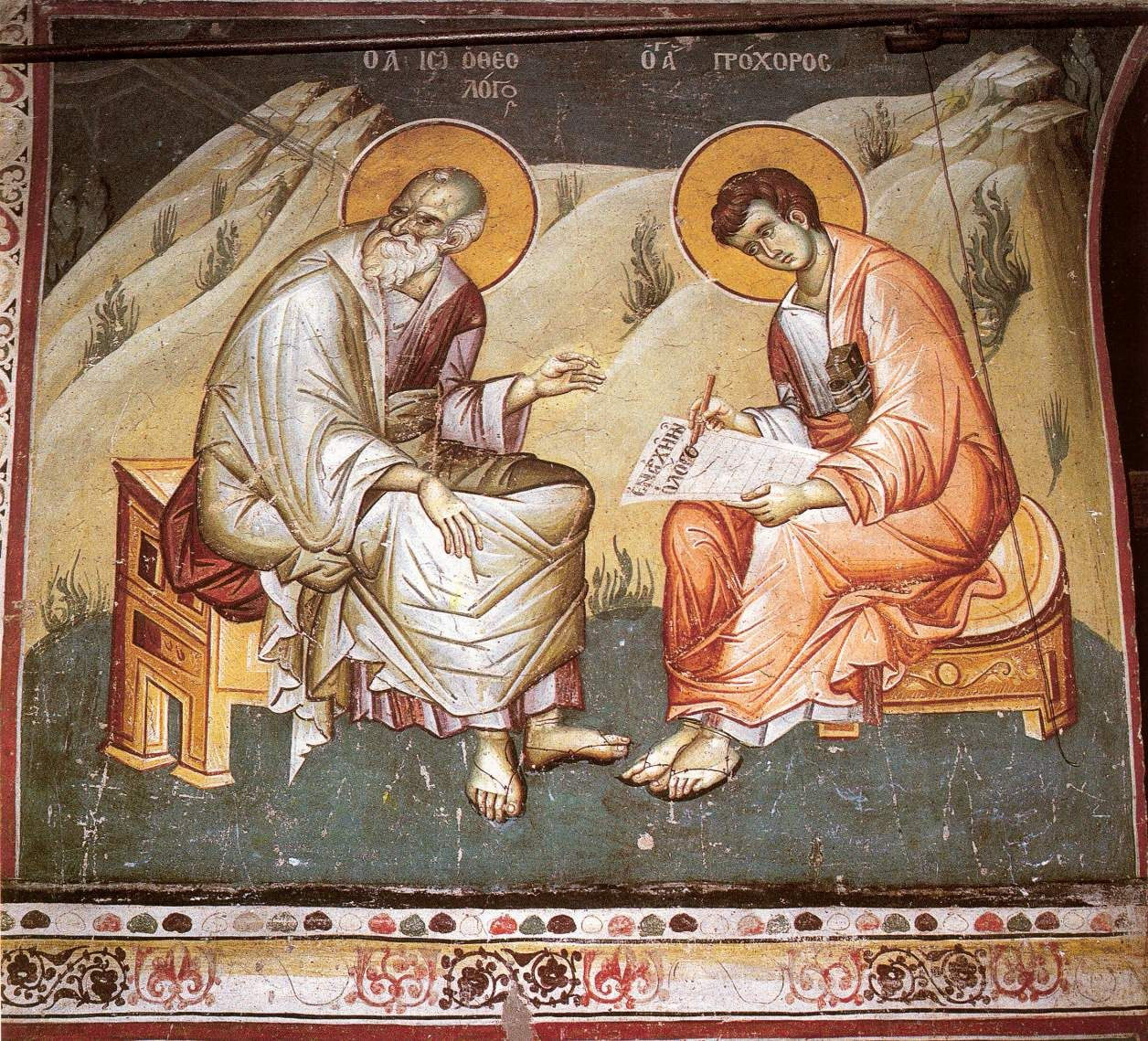
Uno de los frescos del protaton de Karyes.

Manuel Panselinos o Panselenos (Μανουήλ Πανσέληνος) fue un pintor griego de finales del siglo XIII y comienzos del siglo XIV, uno de los más importantes artistas bizantinos tardíos, y uno de los principales creadores de la iconografía religiosa del cristianismo oriental. Se le considera la cumbre de la escuela macedónica, denominada en ocasiones como escuela de Panselinos (1290-1320).
No obstante, su identidad está puesta en duda, pudiendo ser en realidad una denominación tradicional, con base oral, para la atribución de los frescos del protaton de Karyes, en el Monte Athos; dado que todas las referencias a Panselinos son bastante posteriores a su época, pues provienen del Hermeneia o "Manual del pintor", un texto de comienzos del siglo XVIII escrito por un monje pintor llamado Dionisio, natural de Fourna (Evrytania). Además de las pinturas de Protaton, le atribuye las pinturas del nártex exterior del katholikon del Vatopediou y de los katholika del Pantokratoros y del Megistis Lavras, así como un gran número de iconos conservados en Athos y otros lugares.